# رود دره‌مرادبیک
رود دره‌مرادبیک از بلندترین قلهٔ کوه الوند در استان همدان سرچشمه می‌گیرد. این رود پس از مشروب کردن اراضی زیادی از وسط شهر همدان گذشته و در نزدیکی آبادی گراچقابه به رود خاکو می‌ریزد.